# 8736 Shigehisa
8736 Shigehisa là một tiểu hành tinh vành đai chính với chu kỳ quỹ đạo là 1424.5462939 ngày (3.90 năm).
Nó được phát hiện ngày 9 tháng 1 năm 1997.